# Minaur Baia Mare (balonmano femenino)
Minaur Baia Mare es la sección de balonmano femenino del club rumano CS Minaur Baia Mare, con sede en Baia Mare, Maramureș, Rumania, que compite en la Liga Națională (la primera división rumana) y la Liga Europea de la EHF.
El club se fundó en 1960, como el HCM Baia Mare, pero en 2015 desapareció por las deudas y se refundó con el nombre actual, el Minaur Baia Mare. Minaur hace referencia a las minas de oro de Baia Mare.

## Historia
El club de fútbol HCM Baia Mare, después de jugar en las divisiones inferiores, logró ascender al campeonato de Rumania en 1975, pero perdió la división en su primera temporada. 
En 1978 llegó a la final de la Copa de Rumania y volvió a ascender a la élite. En 1979, el club terminó en segundo lugar en el campeonato y llegó de nuevo a la final de la Copa de Rumania en 1980.
Pero a pesar de estos resultados el club de nuevo perdió su posición y descendió a la segunda división en 1982. 

### Los 90
Regresó a la primera división en 1990 y tuvo varios buenos resultados, entre ellos dos ligas rumanas, la 1997/98 y la 1998/99, terminado tercero y segundo en varias ocasiones, lo que le permitió participar en varias campañas europeas.
Durante este periodo, el club cambió su nombre debido al patrocinio, incluyendo Constructorul, CSO, Șuiorul Construcții, Șuiorul AGECOM, AGECOM, Era, HC Selmont y HCM Știința.

### La época dorada
Entre 2012 y 2015 ganaron 1 liga, 3 copas y 3 supercopas, convirtiéndose en la época dorada del club. Para construir un equipo competitivo y poder competir en la Liga de Campeones con los grandes de Europa fichó a jugadoras internacionales de renombre como la noruega Camilla Herrem, la brasileña Alexandra do Nascimento (mejor jugadora del mundo en 2012) y la holandesa Lois Abbingh, entre otras.

### Desaparición
Después de dos temporadas en el máximo nivel, el club enfrentó graves problemas financieros durante la temporada 2015-2016, lo que lo llevó a congelar el pago de los salarios de las jugadoras durante ocho meses. Finalmente, en el verano de 2016, todas las jugadoras abandonaron el club, que fue declarado en quiebra.

### Refundación
El equipo se refundó en 2015

## Equipaciones
Viste de color azul en su primera equipación, blanca con pantalones negros en su segunda equipación y negra la tercera.

## Palmarés

### Palmarés nacional
- Liga Florilor MOL:
  - Campeonas: 1998, 1999, 2014
  - Subcampeonas: 1979, 2013, 2015, 2016
  - Terceras: 1980
- Copa Rumana:
  - Campeonas: 2013, 2014, 2015
  - Finalistas: 1978, 1980
  - Semifinalistas: 2007, 2016
- Supercopa Ruamana:
  - Campeonas: 2013, 2014, 2015

### Palmarés en Europa
- 1 x Liga de Campeones de la EHF (2016)
- Copa Europea de la EHF :
  - Finalistas: 2003
- Recopa de Europa:
  - Cuartos de final: 1997

### Otros torneos
- Trofeo de Campeones Baia Mare :
  - Ganadores: 2014
- Trofeo de Bucarest :
  - Quinto puesto : 2015

## Jugadoras

### Plantilla actual
Plantilla para la temporada 2022-23.
- Porteras
  -   1. Cristina Enache
  -  12. Ioana Ugran
  -  16. Amra Pandžić
- Extremo izquierdo
  -   9. Ana Maria Tănasie
  -  21. Éva Kerekes
- Extremo derecho
  -   4. Dijana Ujkic
  -  30. Amalia Terciu
  -  55. Oana Borș
- Pivotes
  -  23. Andreea Țîrle
  -  25. Itana Čavlović
- Centrales
  -   7. Aleksandra Vukajlović
  -  22. Luciana Popescu
  -  70. Andreea Popa
- Laterales
  -  11. Sanja Vujović
  -  13. Talita Alves Carneiro
  -  17. Raluca Tudor (Petrus)
  -  24. Maria Groșan
  -  28. Magda Cazanga
  -  18. Aleksandra Zych
  -  99. Anca Mițicuș (Polocoșer) (c)

#### Altas y bajas
Altas y bajas para la temporada 2023-24
|  | Llegan - Amelia Lundbäck (Central) (desde Skuru IK) - Alba Spugnini (Pivote) (desde Rocasa Gran Canaria) - María Gomes Da Costa (Lateral) (desde Rocasa Gran Canaria) - Amalia Coman (Central) (desde SCM Râmnicu Vâlcea) - Katarina Pavlović (Lateral) (desde CSM Târgu Jiu) | Se marchan - Andreea Popa (CB) (to HC Dunărea Brăila) |

### Equipo técnico
- Entrenador: Andrei Popescu
- Entrenador de porteras: Daniel Apostu

## Exjugadoras notables
- Elisabeta Ionescu
- Maria Bosi-Igorov
- Hilda Hrivnak-Popescu
- Niculina Sasu-Iordache
- Mariana Iacob-Iluţ
- Larisa Cazacu
- Ildikó Kerekes
- Cristina Mihai
- Carmen Buceschi
- Maria Pop
- Nadina Dumitru
- Victorina Stoenescu-Bora
- Marinela Doiciu-Győrffy
- Claudia Cetăţeanu
- Magda Kengyel
- Laura Crăciun
- Ana-Maria Buican
- Camelia Balint
- Annamária Ilyés
- Anca David
- Florina Nicolescu
- Eliza Buceschi
- Bárbara Arenhart
- Camilla Herrem
- Ksenia Makeeva
- Ekaterina Davydenko
- Adriana Nechita
- Allison Pineau
- Melinda Geiger
- Lois Abbingh
- Paula Ungureanu
- Gabriela Perianu
- Katarina Ježić
- Alexandra do Nascimento
- Luciana Marin
- Patricia Vizitiu
- Ionica Munteanu
- Valentina Ardean-Elisei
- Sonia Seraficeanu
- Jovana Kovačević
- Linn Blohm